# Paraíso Tropical
Paraíso Tropical é uma telenovela brasileira produzida e exibida pela TV Globo de 5 de março a 28 de setembro de 2007, em 179 capítulos. Substituiu Páginas da Vida e foi substituída por Duas Caras, sendo a 69.ª "novela das oito" a ser transmitida pela emissora.
Teve a autoria de Gilberto Braga e Ricardo Linhares, com colaboração de Ângela Carneiro, João Ximenes Braga, Maria Helena Nascimento, Nelson Nadotti, Sérgio Marques e Marília Garcia. A direção foi de Amora Mautner, Roberto Vaz, Maria de Médicis, Cristiano Marques, José Luiz Villamarim e Dennis Carvalho — estes dois últimos também na direção geral.
Contou com Alessandra Negrini, Fábio Assunção, Wagner Moura, Camila Pitanga, Glória Pires, Tony Ramos, Bruno Gagliasso e Vera Holtz.
Foi indicada ao Prêmio Emmy Internacional de Melhor Telenovela em 2008.

## Enredo
A novela narra a história das irmãs gêmeas Taís e Paula, que foram separadas quando bebês. Enquanto Taís foi criada pelo avô no Rio de Janeiro, Paula foi criada por Amélia, dona de um bordel em Marapuã, no interior da Bahia. Em meio de uma tempestade em alto-mar, Paula conhece Daniel, seu grande amor. Daniel é um diretor-executivo do Grupo Cavalcanti, liderado pelo poderoso empresário Antenor Cavalcanti. Após uma armação do ganancioso Olavo, sobrinho de Antenor, disposto a tudo para alcançar o topo da empresa e precisando afastar Daniel de seu caminho; com a ajuda de Bebel, uma das garotas do bordel de Amélia, Paula acaba indo para Rondônia. Olavo precisava afastar Paula daquele local já que ela era o único álibi de Daniel, que naquele momento estava sendo preso sob suspeita de estar em uma orgia com uma menor de 17 anos, que, na realidade, era uma garota de programa contratada por Olavo.
Após provar sua inocência, Daniel volta ao Rio e lá conhece Taís, a gêmea má de Paula. Ele acaba confundindo as duas pela aparência, mas logo percebe que não é Paula, já que Taís é uma pessoa egoísta, cruel e rude, enquanto Paula é doce e honesta. Após descobrir uma pista sobre sua família verdadeira, Paula vai ao Rio procurar seu avô e lá encontra Daniel. Ao ligarem alguns pontos, percebem que tudo não passava de uma armação de Olavo, Bebel e Jáder- cafetão que costuma ajudar Olavo em seus planos, para incriminar Daniel e permitir que Olavo se tornasse o novo diretor geral do grupo.
Apesar de não haver provas contra Olavo, eles tinham a certeza absoluta do crime, principalmente quando Paula vê Olavo e Bebel juntos. Com o tempo, a relação entre Bebel e Olavo se intensifica; ela abandona a calçada e se torna fixa de Olavo, resultando em cenas divertidas e sensuais. Taís está decidida a assumir a vida de Paula e, para isso, ela já tem o plano perfeito. No entanto, ela não contava que Olavo a chantagearia. O cúmplice dela era Ivan, irmão de Olavo e filho de Marion, uma mulher fútil que produzia eventos.
No aguardado dia do casamento de Paula e Daniel, Taís, que já havia deixado uma carta "suicida" para Marion, sua amiga e colega de moradia, liga desesperadamente para Paula, pedindo que se encontrassem na garagem do barco. Lá, Paula e Taís têm uma conversa estranha, na qual Taís afirma que Paula terá que se despedir de tudo. Logo depois, Taís sufoca Paula, fazendo-a desmaiar. Na sequência, ocorre a troca de roupas, na qual Taís veste o vestido de noiva de Paula, enquanto Paula ficava com a roupa de Taís.
No barco, Taís joga Paula no mar com a intenção de matá-la e, logo depois, sofre um acidente de barco provocado por ela mesma. O que Taís não contava era que Olavo, junto com Fred, amigo próximo dele, estavam em um barco e ajudariam Paula. No estado inconsciente, Paula chama por Daniel, fazendo Olavo desconfiar. Depois de internar Paula numa clínica, ele realiza outro teste para confirmar se era Paula ou Taís. Nesse teste, ele tem a certeza de que se trata de Paula, não de Taís. Taís, fazendo-se passar por Paula, começa a ser chantageada por Olavo e precisa rebater essa chantagem com provas contra ele.

## Elenco
| Intérprete                | Personagem                            |
| ------------------------- | ------------------------------------- |
| Alessandra Negrini        | Paula Viana Grimaldi                  |
| Alessandra Negrini        | Taís Grimaldi                         |
| Fábio Assunção            | Daniel Bastos                         |
| Wagner Moura              | Olavo Novaes                          |
| Camila Pitanga            | Francisbel dos Santos Batista (Bebel) |
| Tony Ramos                | Antenor Cavalcanti                    |
| Glória Pires              | Lúcia Vilela                          |
| Renée de Vielmond         | Ana Luísa Cavalcanti                  |
| Vera Holtz                | Marion Novaes                         |
| Bruno Gagliasso           | Ivan Novaes                           |
| Chico Diaz                | Jader                                 |
| Fernanda Machado          | Joana Veloso Schneider                |
| Marcello Antony           | Cássio Gouvêia                        |
| Rodrigo Veronese          | Lucas Aboim                           |
| Hugo Carvana              | Belisário Cavalcanti                  |
| Yoná Magalhães            | Virgínia Batista                      |
| Reginaldo Faria           | Clemente Vilela                       |
| Débora Duarte             | Hermínia Vilela                       |
| Othon Bastos              | Isidoro Grimaldi                      |
| Daniel Dantas             | Heitor Veloso Schneider               |
| Beth Goulart              | Neli Veloso Schneider                 |
| Paulo Vilhena             | Frederico Navarro (Fred)              |
| Patrícia Werneck          | Camila Veloso Schneider               |
| Gustavo Leão              | Mateus Vilela Gouveia                 |
| Marco Ricca               | Gustavo Martelli                      |
| Isabela Garcia            | Dinorá Brandão Martelli               |
| Daisy Lúcidi              | Iracema Brandão                       |
| Guilhermina Guinle        | Alice Sampaio                         |
| Edwin Luisi               | Lutero Sampaio                        |
| Eduardo Galvão            | Urbano Monteiro                       |
| Juliana Didone            | Fernanda Navarro                      |
| José Augusto Branco       | Nereu Bastos                          |
| Otávio Müller             | Cupertino Vidal (Vidal)               |
| Carlos Casagrande         | Rodrigo Sampaio Batista               |
| Sérgio Abreu              | Tiago Batista Sampaio                 |
| Flávio Bauraqui           | Evaldo                                |
| Roberta Rodrigues         | Eloísa                                |
| Luli Miller               | Gilda                                 |
| Roberto Maya              | Dr. Xavier                            |
| Lidi Lisboa               | Tatiana (Tati)                        |
| Jonathan Haagensen        | Cláudio Ferreira                      |
| Sérgio Marone             | Umberto                               |
| Yaçanã Martins            | Otília                                |
| Ildi Silva                | Yvone                                 |
| Maria Eduarda de Carvalho | Odete                                 |
| Patrícia Naves            | Sheyla                                |
| Nildo Parente             | Pacífico                              |
| Larissa Queiroz           | Rita                                  |
| Thaís Garayp              | Zoraide                               |
| Expedito Barreira         | Souto                                 |
| Erika Mader               | Susana Vidal (Susaninha)              |
| Osvaldo Baraúna           | Nei                                   |
| Francisco Nagem           | Cerqueira                             |
| Vitor Novello             | José Luís Grimaldi (Zé Luís)          |
| Dudu Cury                 | Júlio César Brandão Martelli          |
| Thávyne Ferrari           | Márcia Maria Brandão Martelli         |

### Participações especiais
| Intérprete             | Personagem                                                                  |
| ---------------------- | --------------------------------------------------------------------------- |
| Maria Fernanda Cândido | Fabiana Sampaio                                                             |
| Susana Vieira          | Amélia Viana                                                                |
| Isis Valverde          | Telma Linhares                                                              |
| Mariana Ximenes        | Sônia Silva Weissman                                                        |
| Deborah Secco          | Betina                                                                      |
| Mateus Solano          | André                                                                       |
| Mateus Solano          | Jaime Correia                                                               |
| Victor Fasano          | Davi                                                                        |
| Ângela Vieira          | Cleonice                                                                    |
| Maria Padilha          | Marisa                                                                      |
| Paulo Betti            | Lucena                                                                      |
| Cristina Galvão        | Mercedes                                                                    |
| Leopoldo Pacheco       | Solano                                                                      |
| Ernani Moraes          | Delegado Hélio                                                              |
| Caio Junqueira         | Romeu                                                                       |
| André Gonçalves        | Almir                                                                       |
| Julio Rocha            | Wagner Alencar                                                              |
| Rosamaria Murtinho     | Dolores                                                                     |
| Joana Fomm             | Dorita                                                                      |
| Oscar Magrini          | Wanderley                                                                   |
| Otávio Augusto         | Osvaldo                                                                     |
| Carmem Verônica        | Mary Montilla                                                               |
| Ada Chaseliov          | Guiomar                                                                     |
| Adriano Garib          | Péricles                                                                    |
| Alexandre Zacchia      | Pimentel                                                                    |
| Aline Fanju            | Priscila                                                                    |
| Bruna di Tullio        | Viviane                                                                     |
| Ana Cecília Costa      | Valderez                                                                    |
| Ângela Rebello         | Dra. Elvira                                                                 |
| Carlo Briani           | Evaristo                                                                    |
| Cláudia Provedel       | Dilma                                                                       |
| Daniela Galli          | Diana                                                                       |
| Débora Nascimento      | Elisa                                                                       |
| Dedina Bernardelli     | Helena Cardoso                                                              |
| Dennis Carvalho        | Senador Luís Fernando Cardoso                                               |
| Ed Oliveira            | Valdir                                                                      |
| Ed Oliveira            | Cadelão                                                                     |
| Guilherme Piva         | Ismael                                                                      |
| Gustavo Ottoni         | Dr. Guedes                                                                  |
| Íris Nascimento        | Creuza                                                                      |
| Jaime Leibovitch       | Souza                                                                       |
| Jitman Vibranovski     | Amândio                                                                     |
| Karina Mello           | Cibele                                                                      |
| Lauro Góes             | Paulo                                                                       |
| Lúcio Mauro            | Veloso                                                                      |
| Ludoval Campos         | Raul                                                                        |
| Luiz Magnelli          | Miguel                                                                      |
| Luiz Serra             | Antônio Pinheiro                                                            |
| Márcio Vito            | Jarbas                                                                      |
| Mila Moreira           | apresentadora de programa de TV                                             |
| Monique Lafond         | Tereza                                                                      |
| Nelson Diniz           | Delegado Silveira                                                           |
| Paulo Carvalho         | Lobato                                                                      |
| Suzana Pires           | Isaura                                                                      |
| Paulo Hesse            | Carlos Laranjeira                                                           |
| Priscila Camargo       | Dora Navarro                                                                |
| Regina Remencius       | Amanda                                                                      |
| Ricardo Pavão          | Bilac                                                                       |
| Rodrigo Pandolfo       | Felipe                                                                      |
| Rodrigo Penna          | Mariano                                                                     |
| Rogéria                | Carolina (Carol Stardust)                                                   |
| Thelmo Fernandes       | Toninho                                                                     |
| Thelma Reston          | Edith                                                                       |
| Walney Costa           | Uchoa                                                                       |
| Zéu Britto             | Elias                                                                       |
| Marcelo Laham          | Hugo                                                                        |
| Mauricio Silveira      | Nelson (recepcionista no hotel na Bahia que o grupo de Antenor vai comprar) |
| Miguel Kelner          | Felipe                                                                      |
| Marcos Otávio          | William                                                                     |
| Antônia Fontenelle     | cabeleireira                                                                |
| Ricardo Duque          | Cliente de Bebel                                                            |

## Produção

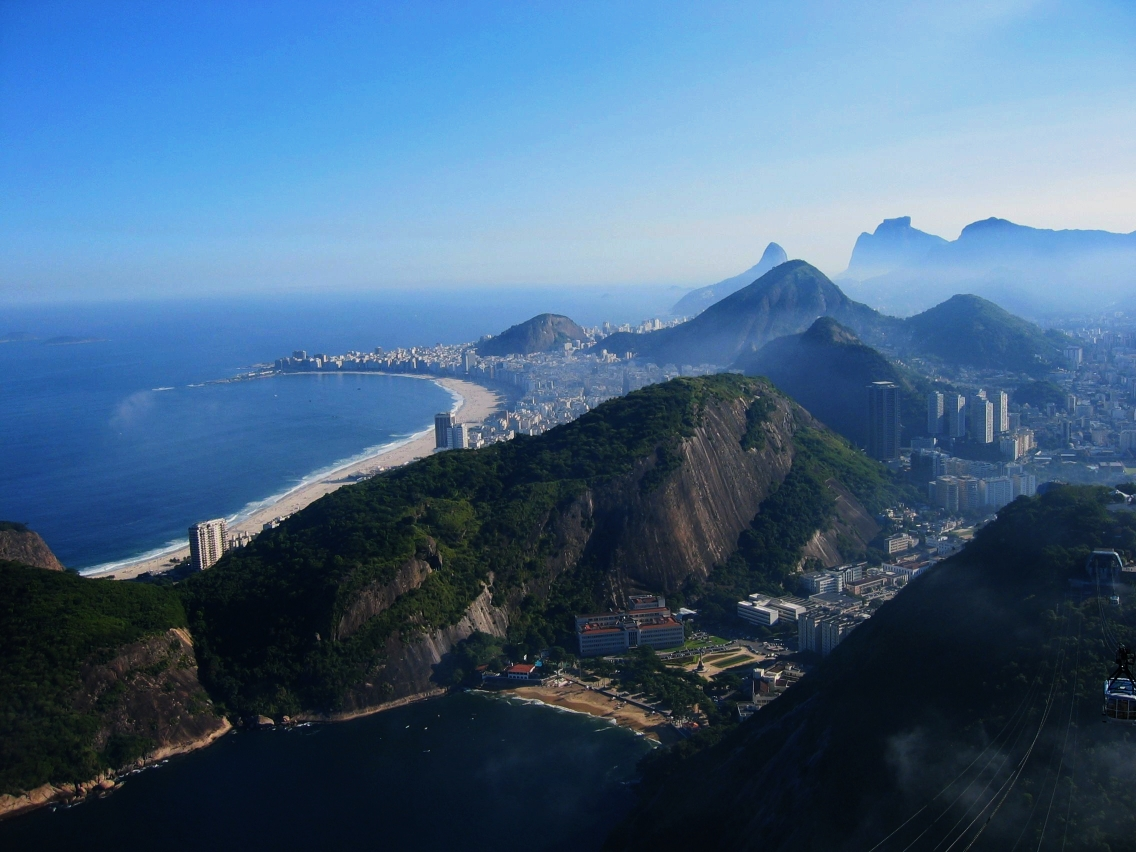
Vista aérea de parte da Zona Sul da cidade. A praia de Copacabana à esquerda

A obra teve título provisório de Copacabana. Ambientada no Rio de Janeiro, no bairro de Copacabana, a telenovela é a quarta colaboração entre o ator Fábio Assunção e o roteirista Gilberto Braga e apresenta a atriz Alessandra Negrini, pela primeira vez, como protagonista de uma telenovela do horário nobre.
Gilberto Braga e Ricardo Linhares — dois cinéfilos que estão em seu quinto trabalho juntos — dizem que não houve uma inspiração literária direta para a criação de Paraíso Tropical, mas em geral sempre bebem na fonte de Balzac e dos filmes americanos dos anos 1940 a 60. Marca registrada em quase todas as suas tramas, o autor Gilberto Braga também usou o mistério "Quem matou?" em Paraíso Tropical. No capítulo de 30 de agosto de 2007, a vilã Taís é misteriosamente assassinada. O mistério durou quase 1 mês e no fim se descobre que o assassino foi Olavo (Wagner Moura).
O cenário nordestino foi bem explorado nos primeiros momentos da trama. Gravadas nas cidade baianas de Itacaré, Porto Seguro, Trancoso, Arraial D'Ajuda e Ilhéus, além de Porto de Galinhas, em Pernambuco, as cenas ocupam os onze capítulos iniciais e retratam a fictícia cidade de Marapuã, na Bahia. Diferente de Celebridade, em que o núcleo popular morava no bairro do Andaraí, na zona norte carioca, Paraíso Tropical reúne os personagens, independente da condição financeira, em Copacabana, no Rio.
A Globo recriou em cidade cenográfica um trecho da praia de Copacabana, no Rio de Janeiro, principal cenário de Paraíso Tropical, que explorou o turismo sexual. Na verdade, a Globo criou uma praia virtual. Segundo Dennis Carvalho, diretor-geral da novela, foram construídos no Projac a fachada do hotel do personagem de Tony Ramos, uma calçada igual à da avenida Atlântica e uma pista da via. Inúmeras ações da novela se deram nessa calçada. A grande novidade é que a Globo inseriu o restante da paisagem de Copacabana (a outra pista, o calçadão, a areia e o mar) em computador. Ou seja, cenas de Paraíso Tropical foram gravadas em cidade cenográfica, mas tiveram ao fundo a paisagem verdadeira de Copacabana, como se tudo estivesse realmente ocorrendo na badalada praia carioca. "A novela terá muitas cenas em Copacabana e não dá para gravar na praia toda semana e parar o trânsito. A solução foi recriar a praia em cidade cenográfica e inserir parte dela virtualmente", disse Carvalho na época.
Paraíso Tropical foi inteiramente gravada com câmeras de alta definição e em formato 16:9. Mas a novela nunca chegou a ser exibida neste formato (já que o sinal digital chegou ao Brasil após o fim da novela e o início da sucessora; conclui-se que os capítulos em HDTV se encontrem no arquivo da emissora mas continuam a ser exibidos em SDTV).

### Escolha do elenco
Malu Mader e Gilberto Braga iriam trabalhar pela oitava vez nessa telenovela, mas isso acabou não acontecendo. O autor declarou que essa foi uma das novelas que ele criou sem pensar nos seus atores favoritos. Ele ofereceu à Malu o papel de uma dona de bordel, que foi recusado por ela.
A atriz Cláudia Abreu iria interpretar as gêmeas Paula e Taís, mas, devido ao fato de ter ficado grávida pouco após o convite, teve de abdicar do papel. Várias atrizes foram cotadas para substituí-la porém, o papel acabou ficando com Alessandra Negrini. Com a escolha da atriz, as personagens tiveram seus nomes mudados para "Paula" e "Taís". Quando o nome de Alessandra Negrini foi apresentado a Gilberto Braga como sugestão para substituir Cláudia Abreu, o autor afirmou não ter dúvidas quanto à competência da atriz para os papéis. Chegou a afirmar que não tinha escrito para ela, mas que as personagens foram feitas para ela, tamanha sua satisfação com o desempenho da atriz. Dennis Carvalho, o diretor da novela, também era só elogios à moça. Gilberto confessou que preferia vê-la como Paula.
Em entrevista ao jornal O Globo, o autor Gilberto Braga declarou que o ator Selton Mello foi a primeira opção para o vilão Olavo, só que Selton preferiu fazer cinema e o diretor, Dennis Carvalho, escalou Wagner Moura. Gilberto também disse que Antônio Fagundes foi a primeira opção para o personagem Antenor, mas devido à sua participação em Carga Pesada, Antônio não chegou a ser cotado para o papel. A prostituta Bebel seria vivida por Mariana Ximenes, que recusou o papel, alegando estar cansada de emendar trabalhos na TV. Camila Pitanga assumiu a personagem. No entanto, a atriz fez uma participação na trama durante os últimos capítulos. A atriz Joana Fomm viveria a personagem Marion Novais, mãe de Olavo e Ivan, porém a atriz teve que deixar o elenco por problemas de saúde, sendo então substituída por Vera Holtz, a convite do autor Gilberto Braga. Carmem Verônica fez uma participação em Paraíso Tropical como Mary Montilla, mesma personagem que interpretou em Belíssima. É a primeira vez que uma personagem aparece em duas novelas de autores diferentes. Trata-se de uma homenagem de Gilberto Braga ao grande amigo Sílvio de Abreu. Paraíso Tropical marcava o retorno de Daisy Lúcidi às novelas depois de 31 anos longe da televisão, quando fez parte do elenco de O Casarão, em 1976.

## Exibição

### Reprises
Foi reexibida no Viva de 5 de julho de 2021 a 28 de janeiro de 2022, substituindo A Viagem e sendo substituída por Alma Gêmea na faixa das 15h00, com reprise às 23h45 e maratona aos domingos (13h às 19h). Diante de muita especulação de que a novela seria a primeira trama a ser exibida em HDTV no canal, devido ao fato da mesma ser gravada nesse formato, porém, exibida em 4:3 em TV Aberta, a novela foi ao ar no padrão SDTV 16:9 widescreen esticado, usado em todas as tramas exibidas. Foi reexibido o final original e a versão alternativa (com cenas diferentes) exibido originalmente no dia da reprise do último capítulo.
Foi reapresentada no Vale a Pena Ver de Novo de 27 de novembro de 2023 a 3 de maio de 2024, em 115 capítulos, substituindo Mulheres Apaixonadas e sendo substituída por Alma Gêmea (a mesma substituta na reprise do canal Viva). Nos dias 13 e 14 de fevereiro de 2024, a novela não foi exibida apenas para os estados de São Paulo (terça-feira de carnaval) e Rio de Janeiro (quarta-feira de cinzas) devido à cobertura jornalística da apuração dos desfiles das escolas de samba do Grupo Especial. No capítulo do dia 14, a novela em sua exibição para todo o país (menos Rio de Janeiro) dividiu o capítulo em duas partes, antecedendo a transmissão dos Resultados do Carnaval do Rio de Janeiro em 2024.

### Outras Mídias
Em 28 de fevereiro de 2022, foi disponibilizada na íntegra pelo Globoplay, como parte do Projeto Resgate. Com a versão alternativa do último capítulo também disponibilizada aos assinantes.

## Audiência
Exibição original
Seu primeiro capítulo marcou 41 pontos, medidos pelo Instituto Brasileiro de Opinião Pública e Estatística (IBOPE).
Em um mês de exibição, Paraíso Tropical marcava médias de menos da meta de 40 pontos, o que fez com que a emissora iniciasse muito antes do previsto uma pesquisa entre as donas-de-casa para avaliar a telenovela.
No capítulo 154, exibido em 30 de agosto de 2007, a trama marcou 46 pontos e picos de 50, com 70% de participação. No capítulo, a personagem Taís aparece morta, e criando um mistério que duraria até o fim da trama.
Seu último capítulo registrou média de 56 pontos, picos de 61 e participação de 80%, superando Páginas da Vida, que finalizou com 53.
Teve média geral de 42,8 pontos.
Reprise
Reestreou com 13,1 pontos e pico de 14, segundo dados consolidados do IBOPE, sendo o menor índice de um primeiro capítulo do Vale a Pena Ver de Novo desde Cheias de Charme em 2016. O segundo capítulo registrou 13,8 pontos.
Assim como na exibição original, a novela também sofreu com os baixos índices, consolidando médias entre 11 e 13 pontos, as mais baixas do Vale a Pena Ver de Novo desde O Profeta em 2013. No entanto, mesmo com o desempenho ruim, a trama se destacava pela boa repercussão nas redes sociais, além de permanecer frequentemente entre os dez produtos mais assistidos da semana pelo Globoplay, superando até mesmo títulos inéditos como Elas por Elas e Fuzuê, considerados fracassos por índices baixos.
Em 23 de janeiro de 2024, bateu seu primeiro recorde com 14 pontos. Com a esperada cena do casamento entre Camila e Fred, a novela bate seu segundo recorde em 5 de março com 14,3 pontos. No dia 18, bate seu terceiro recorde com 14,7 pontos. No dia seguinte (19), bateu seu quarto recorde com 14,9 pontos, mostrando crescimento ao chegar na metade da história. Três dias depois, no dia 22, registrou 15,4 pontos. No dia 25, registrou 15,5 pontos. E novamente com um intervalo de três dias, no dia 28, registrou 15,9 pontos, seguindo com a sequência de altas. No dia 2 de abril registrou 16,2 pontos. No dia 8, registrou 16,3 pontos.
O último capítulo registrou 17,7 pontos, sendo essa a sua maior audiência em toda a reexibição, superando o desfecho de sua antecessora, algo semelhante a exibição original em 2007. Apesar do crescimento na reta final, a novela fechou com a média geral de 13 pontos, sendo o pior índice desde a reprise de Cobras e Lagartos.

## Repercussão
O Casseta & Planeta, Urgente!, satirizava a novela como Abismo Tropical pelos baixos índices de audiência nos primeiros meses da novela. A Globo reclamou e o título acabou sendo mudado para Paraíso do Bilau. Durante uma semana, a sátira foi rebatizada de PANraíso Tropical, devido aos Jogos Pan-Americanos de 2007, sediados no Rio de Janeiro.

## Trilha Sonora
O tema de abertura inicialmente seria Sábado em Copacabana, entoado por Maria Bethânia especialmente para a vinheta da novela, mas a Globo, em certo momento, chegou a cogitar ter como tema de abertura a música "Olha", na voz de Chico Buarque e Erasmo Carlos, num ritmo de bossa nova. No fim, o tema de abertura acabou sendo mesmo "Sábado em Copacabana" e "Olha" tornou-se o principal tema romântico da produção, servido de fundo para o casal Paula e Daniel.
"Não Enche", na voz de Caetano Veloso, já havia sido utilizado por Gilberto Braga em outra trama, a minissérie Labirinto, em 1998. Em Paraíso Tropical, a mesma serve como tema da personagem Bebel.

### Nacional
Capa: Alessandra Negrini e Fábio Assunção
1. "Carvão" - Ana Carolina (tema de Lucas e Ana Luísa)
2. "Impossível Acreditar Que Perdi Você" - Toni Platão (tema de Joana)
3. "Ruas de Outono" - Gal Costa (tema de Lúcia)
4. "Samba do Avião" - Milton Nascimento (tema de locação: Copacabana)
5. "Você Não Sabe Amar" - Nana Caymmi (tema de Cássio)
6. "Você Vai Ver" - Miúcha (tema de Dinorá e Gustavo)
7. "Sábado Em Copacabana" - Maria Bethânia (tema de abertura)
8. "Olha" - Erasmo Carlos e Chico Buarque (tema de Paula e Daniel)
9. "Cabide" - Mart'nália (tema de Ivan)
10. "Não Enche" - Caetano Veloso (tema de Bebel)
11. "Difícil" - Marina Lima (tema de Bebel e Olavo)
12. "Espatódea" - Nando Reis (tema de Camila e Fred)
13. "Existe Um Céu" - Simone (tema de Fabiana)
14. "Preciso Dizer Que Te Amo" - Cazuza e Bebel Gilberto (tema de Camila e Mateus)
15. "É Com Esse Que Eu Vou" - Elis Regina (tema de locação: Copamar), (tema de chamadas e vinhetas de intervalo)
16. "Vatapá" - Danilo Caymmi (tema de locação: Marapuã)
17. "Alcazar" (Instrumental) - Roger Henri

### Internacional
Capa: Camila Pitanga
1. "You Give Me Something" - James Morrison
2. "Last Request" - Paolo Nuttini (tema geral)
3. "P.D.A. (We Just Don't Care)" - John Legend (tema de locação: Copacabana)
4. "Have You Ever Seen The Rain?" - Rod Stewart (tema de Dinorá e Gustavo)
5. "Without You" - Harry Nilsson (tema de Paula e Daniel)
6. "Me And Mrs. Jones" - Michael Bublé (tema de Camila e Mateus)
7. "Since I Fell For You" - Gladys Knight (tema geral)
8. "You Go To My Head" - Michael Bolton (tema de Lúcia e Cássio)
9. "Summerwind" - Madeleine Peyroux
10. "Mon Manége à Moi (Tu Me Fais Tourner La Tête)" - Étienne Daho [fr] (tema de Bebel e Olavo)
11. "Chaya Chaya" - Nukleouz & DJ Seduction
12. "The Thrill Is Gone" - B.B. King (tema de Taís)
13. "'Breezin' " - George Benson & Al Jarreau (tema de locação: Copacabana)
14. "The Man I Love" - Caetano Veloso (tema de Joana)
15. "So Many Stars" - Sérgio Mendes & Brasil '66
16. "Dream Dancing" - Ella Fitzgerald
17. "I'm Sorry" - Brenda Lee (tema de Heitor)
18. "Vida Mía" - Nora Rocca

## Prêmios e indicações
A trama de Gilberto Braga e Ricardo Linhares foi indicada a receber vários prêmios. Eles estão listados abaixo:
| Troféu Imprensa 2008 - Melhor Novela - Paraíso Tropical (empate com Vidas Opostas) - Melhor Ator - Wagner Moura - Melhor Atriz - Camila Pitanga - Revelação do Ano - Gustavo Leão Prêmio Tudo de Bom - Jornal "O Dia" - Melhor Atriz - Camila Pitanga - Melhor Ator - Wagner Moura Prêmio Qualidade Brasil SP - Melhor Novela - Paraíso Tropical - Melhor Autor - Gilberto Braga e Ricardo Linhares - Melhor Direção - Dennis Carvalho - Melhor Atriz - Camila Pitanga - Melhor Ator - Wagner Moura - Melhor Atriz Coadjuvante - Vera Holtz - Melhor Ator Coadjuvante - Empate entre Bruno Gagliasso e Chico Diaz II Prêmio Extra de Televisão - Melhor Novela - Paraíso Tropical - Melhor Atriz - Camila Pitanga - Melhor Ator - Wagner Moura - Revelação Masculina - Gustavo Leão - Melhor Ator Mirim - Vitor Novello - Melhor Maquiagem - Carmen Bastos e Fernando Torquatto - Melhor Tema de Novela - "Cabide", Mart’Nália - Melhor Figurino - Helena Gastal e Natália Duran Top Of Business - Rodrigo Veronese 10º Prêmio Contigo! - Melhor Novela - Paraíso Tropical - Melhor Autor - Gilberto Braga e Ricardo Linhares - Melhor Diretor - Dennis Carvalho e José Luiz Villamarim - Melhor Ator - Wagner Moura - Melhor Atriz - Camila Pitanga - Melhor Ator Coadjuvante - Chico Diaz - Melhor Par Romântico - Bebel e Olavo (Camila Pitanga e Wagner Moura) | Troféu APCA (2007) - Melhor Novela - Paraíso Tropical - Melhor Atriz - Camila Pitanga (empatada com Jussara Freire por Vidas Opostas) - Melhor Ator - Wagner Moura (empatado com Marcelo Serrado por Vidas Opostas e Mandrake) Personalidade do Ano - ISTOÉ Gente - Dramaturgia - Gilberto Braga - Televisão - Glória Pires Prêmio QUEM - Melhor Autor - Gilberto Braga e Ricardo Linhares - Melhor Atriz - Camila Pitanga - Melhor Ator - Wagner Moura Pop Tevê - UOL - Melhor Novela - Paraíso Tropical - Melhor Atriz - Camila Pitanga - Melhor Ator - Wagner Moura - Atriz Revelação - Patrícia Werneck Melhores do Ano - Domingão do Faustão - Ator Revelação - Gustavo Leão - Atriz Coadjuvante - Fernanda Machado - Melhor Ator Coadjuvante - Bruno Gagliasso - Melhor Música de Novela - "Carvão", Ana Carolina - Melhor Atriz - Camila Pitanga - Melhor Ator - Wagner Moura Troféu Internet - Melhor Novela - Paraíso Tropical - Melhor Ator - Wagner Moura - Melhor Atriz - Camila Pitanga Prêmio Master - Jornal dos Clubes - Daisy Lúcidi Minha Novela - Melhor Atriz (Jurí Popular) - Alessandra Negrini - Melhor Atriz (Jurí Crítico) - Alessandra Negrini - A Mais Gostosa - Alessandra Negrini , por Paraíso Tropical Prémio Emmy Internacional - Melhor Novela - Paraíso Tropical |